# Nitruro di stronzio
Il nitruro di stronzio è un composto inorganico dello stronzio del gruppo dei nitruri con formula chimica Sr3N2.

## Produzione
Il nitruro di stronzio può essere ottenuto da un'azotazione a due stadi a diverse temperature di stronzio con azoto:
{\displaystyle {\ce {3Sr\ +\ N2->Sr3N2}}}
Viene anche prodotto quando lo stronzio viene bruciato nell'aria.

## Proprietà
Il nitruro di stronzio reagisce violentemente con l'acqua per formare idrossido di stronzio e ammoniaca (NH3). Oltre al nitruro di stronzio, c'è anche il subnitruro di stronzio (Sr2N):
{\displaystyle {\ce {Sr3N2\ +\ 6H2O->3Sr(OH)2\ +\ 2NH3\uparrow }}}